# 高台当代艺术中心
高台当代艺术中心是一座坐落于中华人民共和国新疆维吾尔自治区乌鲁木齐市的当代艺术画廊，于2019年开馆。高台当代艺术中心旨在传播新疆本地的艺术文化，并推动新疆的对外交流。
高台当代艺术中心馆舍位于沙依巴克区，由新疆邮电器材厂厂区改建的“河滩记忆·397文创园”内。

## 位置
高台当代艺术中心位于中国新疆维吾尔自治区乌鲁木齐市沙依巴克区河滩路397号“河滩记忆·397文创园”内，“河滩记忆·397文创园”原为新疆邮电器材厂，高台当代艺术中心馆舍所处建筑原为其一部分，也曾作为一个小型玻璃加工厂的厂区存在。

## 历史
曾在纽约、日内瓦、迪拜访学、工作的新疆塔城人马星在2017年第一次前往喀什市高台民居，此行让马星感触颇深。彼时，因新疆面积辽阔产生的信息差，新疆当地许多艺术家被埋没，有活力的文化活动平台数量也一度在减少。在此背景下，马星打算为新疆当地的艺术家建立一个人文艺术平台。于是他与田雪峰一起创建了高台当代艺术中心。高台当代艺术中心最初设置在了乌鲁木齐市天山区的CCMALL时代广场。2019年11月，高台当代艺术中心首展为影像艺术家马海伦的作品展“故乡”。该展展示了马海伦以公路旅行的方式途径喀什市、阿合奇县、沙雅县的村庄所拍摄的作品。此后，高台当代艺术中心先后举办了“在群山、丘陵与湖泊之间”瑞士当代摄影展、“奇遇历险记”——八位新疆艺术家联展等十余场展览、论坛。2022年，高台当代艺术中心搬迁至沙依巴克区的“河滩记忆·397文创园”。开馆首展为艺术家古扎丽个展“让她起舞”。此后，画家伊力凡·阿力木江等艺术家也选择在高台当代艺术中心举办个展。
除举办展览外，从2020年开始，高台当代艺术中心内新设有“KOZ COFFEE”咖啡馆，名“KOZ”取自维吾尔语（كۆز）和哈萨克语（كوز）中“眼睛”一词，寓意为“着眼新疆，放眼世界”。和田地区的维吾尔族手工地毯行业因社会环境变化、工艺、市场衔接等问题而发展减缓，地毯厂数量大幅减少，手工艺术逐渐衰落。在此背景下，高台当代艺术中心在2021年联合5位艺术家与和田地区的地毯厂合作，参与到维吾尔族手工地毯的设计项目“Biye和田手工地毯”之中，创立“BIYE碧曳”品牌。Biye来自古于阗语“织工”一词。该项目入选中国美术学院主办的“大地之歌——2023美丽中国纪事”展览。